# Църници (Лешок)
Църници или Църница (на македонска литературна норма: Црници, Црница) е археологически обект, некропол от Римската епоха край положкото село Лешок, Северна Македония.

## Местоположение
Местността е на 1 km южно от селото. Малко по-южно е римското селище в местността Два бреста.

## Описание
В 1970 година по време на селскостопанска работа са открити обработени мраморни блокове, плоча с гръцки надпис от мрамор и женска глава, също от мрамор. Находките се съхраняват в Музея на Тетовския край.